# Masdevallia cupularis
Masdevallia cupularis är en orkidéart som beskrevs av Heinrich Gustav Reichenbach. Masdevallia cupularis ingår i släktet Masdevallia och familjen orkidéer.
Artens utbredningsområde är Costa Rica. Inga underarter finns listade i Catalogue of Life.